# Halte d’Aguilcourt - Variscourt
Halte d'Aguilcourt - Variscourt vasútállomás Franciaországban, Variscourt településen.

## Vasútvonalak
Az állomást az alábbi vasútvonalak érintik:
- Reims-Laon-vasútvonal

## Kapcsolódó állomások
A vasútállomáshoz az alábbi állomások vannak a legközelebb:
- Gare de Guignicourt
- Gare de Loivre